# برده‌داری در ادیان
برده‌داری یک شکل افراطی نابرابری اجتماعی است که در آن بعضی افراد، در واقع به عنوان دارایی، در تملک دیگران‌اند. برده داری یکی از فرماسیون‌های است که در جریان تکامل تاریخ، جای کمون اولیه را گرفته‌است. این نخستین صورت بندی کلاسیک اجتماعی- اقتصادی بر شالوده استثمار فرد از فرد است که در آن طبقات وجود دارد و به جای تساوی بین افراد، مناسبات فرماندهی و فرمانبرداری پدید می‌شود. برده داری، در مرحله تلاشی کمون اولیه و بر شالوده افزایش نابرابری اقتصادی که خود ثمره پیدایش مالکیت فردی بود، شکل گرفت.

## تاریخچه
در ایالات متحده آمریکا، آمریکای جنوبی، و هند غربی در قرن هجدهم و نوزدهم، برده‌ها تقریباً فقط به عنوان کارگران مزرعه و خدمت‌کاران خانگی مورد استفاده قرار می‌گرفتند. در آتن قدیم، بردگان ممکن بود مشاغل مختلف داشته باشند. در روم، بسیاری از بردگان باسواد بودند و به عنوان کارگزاران اداری حکومت کار می‌کردند؛ بسیاری در زمینه مهارت‌های صنعتی آموزش دیده بودند. در روم، بعضی بردگان به تجارت می‌پرداختند در حالی که بعضی در کشت‌زارها و معادن کار می‌کردند. در آشور، سومر، بابل و مصر، با بردگان با خشونت بسیار رفتار می‌شد.
تجارت برده تا قرن نوزدهم توسط کشورهای اروپایی و ایالات متحده آمریکا انجام می‌گرفت. در حدود یک قرن پیش در آمریکای شمالی و جنوبی به بردگان آزادی داده شد. بعضی از کشورهای اسلامی از جمله موریتانی جز کشورهایی هستند که برده داری هنوز در آنها رواج دارد. اگرچه قوانینی هم بر ضد برده داری وضع کرده باشند.

## برده‌داری درادیانمختلف
برده‌داری در ادیان مختلف و در سالهای گوناگون تاریخ بشر، از برخوردهای متفاوتی در بین شارعان و بنیانگزاران ادیان برخوردار بوده‌است. بدین روی این عمل را در ادیان مختلف مروری می‌کنیم:

### برده‌داری در دین یهود
در دین یهود برده‌داری جایز شمرده شده‌است و بردگانی که در تملک بنی‌اسرائیل بودند، به میراث می‌رسیدند. عبرانیان می‌توانستند دختر یا پسر خود را به بردگی بفروشند. مجازات کشتن یک برده در نزد یهود کمتر از مجازات قتل یک مردم آزاد بود. اگر مرد یهودی چشم بنده عبرانی‌اش را نابینا می‌کرد، یا دندان بنده‌اش را می‌شکست، می‌بایست او را آزاد می‌نمود. اگر گاوی بنده یا کنیزی را به شاخ می‌زد، سی مثقال نقره به صاحب برده داده می‌شد و گاو را هم سنگسار می‌کردند، در حالی که اگر گاو مرد یا زن آزادی را به شاخ می‌زد، گاو سنگسار شده و صاحب گاو نیز کشته می‌شد. نزد یهود مردی که با کنیز خویش می‌آمیخت، عملش زنا محسوب می‌شد و زن او حق داشت آن کنیز را بفروشد و از خانه خویش دور کند. در بین شخصیت‌های تورات؛ ابراهیم، بوعز، شائول، اسحاق، سلیمان و داوود برده داشتند.

### برده‌داری در مسیحیت
دین مسیح شریعت یهود را تأیید کرده و برده‌داری را نیز جایز شمرده‌است. این دین بردگان را به تسلیم و اطاعت صاحبانشان دستور داده‌است، و در این حکم فرقی بین صاحبان ملایم و پرخاشگر نیست. در این دین به بردگان دستور داده شده‌است که در نزد صاحبانشان کمال امانت را به جای آورند، آنان را شاد سازند و از حاضرجوابی بپرهیزند. همچنین دین مسیح بردگان را به خدمت با اخلاص و فداکاری تشویق کرده و آنان را از ریاکاری بازداشته‌است. در نامه پولس به قلسیان، به مردم توصیه شده که با بردگانشان رفتار عادلانه داشته باشند. نزد مسیحیان فرزندی که از یک کنیز برای مرد به دنیا می‌آمد، برده بود.

### برده‌داری در دین اسلام
کتاب قرآن در بخش‌های مختلف با تفصیل به موضوع برده‌داری پرداخته و چگونگی نحوه داشتن برده‌های زن و چگونگی برقرار کردن رابطه جنسی با آنان و همچنین آزاد کردن بردگان پرداخته‌است. اسلام اصل برده‌داری را به رسمیت می‌شناسد. بردگی در اسلام، به هفت شکل مختلف (بنابر نظر مشهور) می‌تواند به وجود بیاید.
برده‌داری از موضوعات چالش‌برانگیز و مورد اختلاف دین اسلام است. اگرچه امروزه برده‌داری در دید عرف امری مذموم و ناپسند بوده و از ضوابط حتمی حقوق بشر به‌شمار می‌رود، ولی همچنان اکثریت روحانیون مسلمان معاصر نسبت به این پدیده سکوت اختیار نموده و حتی گروهی از ایشان، به صراحت از برده‌داری دفاع می‌کنند. برای مثال  محمدتقی مصباح یزدی می‌گوید: «مسئله بردگی فی‌الجمله در اسلام پذیرفته شده‌است و ما از آن دفاع می‌کنیم»
متقابلاً گروهی دیگر از روحانیون معاصر مانند  سیدمحمدحسین طباطبائی و  سیدمحمود طالقانی، تنها طریق معتبر بردگی را اسارت کفار حربی در جهاد می‌دانند و چنین بردگی‌ای را به لحاظ غیبت فعلی امام زمان، عملاً منتفی می‌دانند.  میرزا ابوالحسن شعرانی می‌گوید: «بندگی در شریعت اسلام مجاز است. اما منحصر به آنکه در جهاد شرعی از کفار اسیر بگیرند و در این زمان که امام علیه‌السلام غایب است، موضوع بندگی فعلاً منتفی است»

### برده‌داری در دین بهائی
در دین بهائی آئین برده‌داری و برده‌فروشی به هر نحو منع شده و حرام است.

### برده‌داری درهندوگرایی
برده داری در هندوئیسم شدیداً ممنوع گردیده است. وداها آشکارا آزادی را به عنوان هدف نهایی زندگی انسان‌ها بیان کرده‌اند دین بودا باید مورد بررسی قرار بگیرد 